# Pietro Pariati
Pietro Pariati (* 27 mars 1665 à Reggio d'Émilie - † 14 octobre 1733 à Vienne) est un poète et librettiste d'opéras italien.

## Biographie
Pariati fut tout d'abord secrétaire de Renaud III, duc de Modène. Après un séjour à Madrid en 1695 il fut emprisonné pendant trois ans. De 1699 à 1714 il vécut à Venise où il commença à écrire des livrets d'opéras, tout d'abord en collaboration avec Apostolo Zeno, ensuite de façon indépendante. Il se spécialise dans les comédies, les tragi-comédies et les intermezzos, souvent sur des intrigues tirées des anciens, Plaute, Molière, Cervantes. Parmi les compositeurs qui mirent ses textes en musique figurent Albinoni, Caldara, Gasparini, Lotti et Porpora.
En 1714, Pariati devint poète officiel de l'Empereur Charles VI à Vienne. Jusqu'en 1729, il y écrivit les livrets de 13 oratorios, 15 cantates et 14 œuvres scéniques pour les festivités organisées par la famille impériale et mises en musique, le plus souvent, par Johann Joseph Fux. La pièce la plus célèbre fut la festa teatrale Costanza e fortezza (1723). Pour le théâtre impérial, il réalisa l'adaptation d'œuvres anciennes, écrivit de nouveaux livrets, tant comiques que tragiques et poursuivit sa collaboration avec Zeno qui résidait lui aussi à Vienne depuis 1718.
À partir de 1729, il fut remplacé comme poète officiel de la Cour impériale par Métastase.

## Style
Le style comique de Pariati se signale par une action rapide, des dialogues animés et une prédilection pour les expressions outrées. Ses pièces tragiques tendent vers la parodie et la critique sociale.

## Œuvres (sélection)
- Flavio Anicio Olibrio (avec Zeno, 1708), mis en musique notamment par Gasparini, Porpora et Jommelli
- Astarto (avec Zeno, 1708), mis en musique notamment par Albinoni und Caldara
- Sesostri re di Egitto (1710), mis en musique notamment par  Gasparini und Galuppi
- Il Giustino (d'après Beregan, 1711), mis en musique par Albinoni, Vivaldi et Haendel
- Costantino (1711), mis en musique notamment par Gasparini et Lotti/Caldara
- Teseo in Creta (1715), mis en musique notamment par Porpora, Haendel et Galuppi